# Рюйш, Фредерик
Фредерик Рёйс, устар.Фредерик Рюйш (нидерл. Frederik Ruysch, 1638—1731) — нидерландский анатом, изучал медицину в Лейдене; с 1665 г. — профессор анатомии, а с 1685 году и ботаники в Амстердаме. Автор анатомической коллекции Кунсткамеры.
Рюйш обработал учение о лимфатических сосудах; всемирную известность получил его способ сохранять анатомические препараты и бальзамировать трупы посредством так называемый liquor balsamicus, a также неизвестный в настоящее время способ наполнять тонкие кровеносные сосуды затвердевающей жидкостью. Рюйш основал первый после музея Ворма и Бартолина в Дании анатомический музей.

## Семья
Родился 28 марта 1638 года в Гааге в семье государственных служащих. Его прадед, Рюйш Клаас был пансионарием Амстердама, а затем был назначен фискальным адвокатом от провинции Голландия и семья переехала в Гаагу. Дед — Гейсберг Рюйш — служил нотариусом и клерком при Штатах провинции Голландия, а затем секретарём общенидерландской Счётной палаты. После его смерти в 1624 году его должность занимает его старший сын, клерк в канцелярии Генеральных штатов. Освободившееся место клерка занял третий сын Гейсберта — Хендрик Рюйш. После этого он получает возможность жениться и в 1625 году он женится на Анне ван Берхен. У них родилось шестеро детей. В 1638 году рождается последний сын — Фредерик, и почти сразу после его рождения Хендрик Рюйш умирает.

## Образование
Фредерик Рюйш поступает в ученики аптекаря, так как эта профессия, помимо юриспруденции, практиковалась в его семье. Рюйш увлекается изучением анатомии. Переодевшись в простую одежду, он ночью приходил на кладбище с могильщиками, изучал трупы в раскопанных могилах, сравнивал степень разложения с условиями погребения, если попадались могилы с уже разложившимися телами — забирал кости для изучения. Также он проверял теории того времени, например о том, что волосы и ногти растут и после смерти, а также о том, что трупы поедаются червями.
В 1660 году он покупает аптеку и уже в 1661 году досрочно сдаёт экзамен и получает звание Магистра медицины и открывает свою практику. Доходы от аптеки позволяют ему завести семью и в том же году он женится на дочери художника и архитектора Питера Поста (нидерл. Pieter Post) — Марии Пост.
Фредерик Рюйш продолжил обучение в Лейдене и в 1664 году защищает докторскую диссертацию. Занимался изучением печени и селезёнки, пытаясь найти новые способы сохранения частей тела. Рюйш пытался создать препараты, на которых можно будет рассмотреть мельчайшие детали. Одним из таких способов было высушивание органа, сосуды которого были перевязаны и надуты воздухом, который закачивали с помощью специальных трубочек. Промыв телячью селезёнку и вымыв из сосудов всю кровь он перевязал их и накачал воздухом, затем высушил на ветру. Увидев волокна в одном из таких препаратов, профессор Франс де ла Боэ (нидерл. Franciscus de le Boë Sylvius) написал в своей книге, что человеческая селезёнка так же состоит из волокон.
Исследуя грудную железу вола, надув сосуды, он обнаружил ранее неизвестный сосуд, которым оказалась бронхиальная артерия. Он зарисовал сосуд, но о своём открытии решил не сообщать.
С 1663 года Рюйш начинает коллекционировать свои лучшие препараты.
Примерно с 1622 года различные анатомы изучали лимфатическую систему, Нильс Стенсен определил, что жидкость («хилус» или «млечный сок») по лимфатическим сосудам течёт в одном направлении и предположил наличие в них клапанов, однако из-за тонкости и прозрачности сосудов их было невозможно увидеть. Другой анатом, Луи де Билс, был с этим не согласен. Фредерик Рюйш решил использовать свой метод и надуть сосуды, но они были такие мелкие, что пришлось заказать специальные микротрубочки, которые для него изготовил Самуэль ван Мюссенбрук. После того, как Рюйш перевязал и надул сосуды, стали видны клапаны. Своё открытие он опубликовал в работе «Открытие клапанов в водных и млечных сосудах» (нидерл. Dilucidatio valvularum in vasis lymphaticis et lacteis). Однако, до него эти клапаны уже были открыты Яном Сваммердамом, который их зарисовал. В книге также содержалось ещё 26 анатомических очерков, включая описание открытой им бронхиальной артерии. Препарат лимфатических сосудов с клапанами хранился в коллекции Рюйша, о чём он писал в 1690 году:

Скелетик четырёхмесячного человеческого плода, держащий в руке пучок водяных сосудов, которые я 25 лет назад извлёк из тела, надул воздухом и сохранил таким образом, что клапаны всё ещё отчётливо видны. Сколько же усилий скрывается за этими красивыми предметами!— Ф. Рюйш «Все труды по анатомии, медицине и хирургии»

## Пётр I

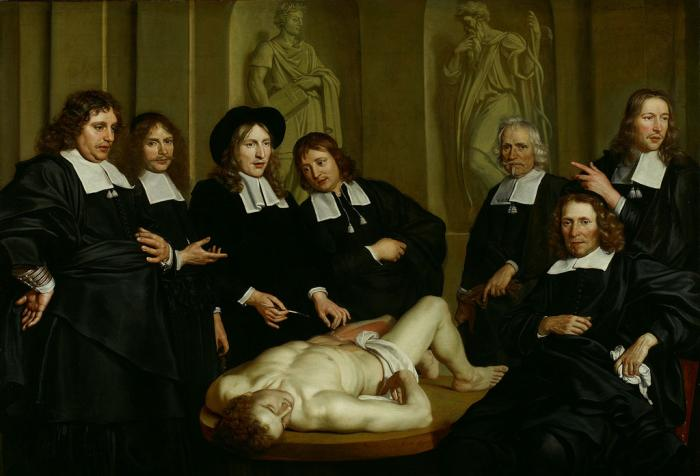
Урок анатомии Фредерика Рюйша"
(худ. Адриан Баккер, 1670)

Пётр Великий, будучи в Амстердаме в 1698 году, весьма часто посещал анатомический театр Рюйша; рассказывают, что в первое своё посещение царь был так поражён при виде трупа ребёнка, который сохранился так хорошо, что казался живым и с улыбкой на устах, — что не мог воздержаться, чтобы не поцеловать его. Потом царь много раз возвращался к Рюйшу, запросто обедал с ним и присутствовал на его лекциях: ходил с ним в госпиталь Св. Петра, где для этого была проделана особая дверь, чтобы избавить царя от взглядов любопытной толпы.
Пётр I поддерживал отношения с Рюйшем и позже: так, в 1701 году он послал Витзеку несколько экземпляров ящериц и червей с условием, чтобы половина из них была отдана Рюйшу; последний в благодарность послал царю несколько редких экземпляров животных Восточной и Западной Индии и в письме надавал царю наставления, как червяков кормить листьями, как прокалывать бабочек и т. д., и просил прислать из Москвы бабочек и гадин и из Азова разных зверьков и рыб.

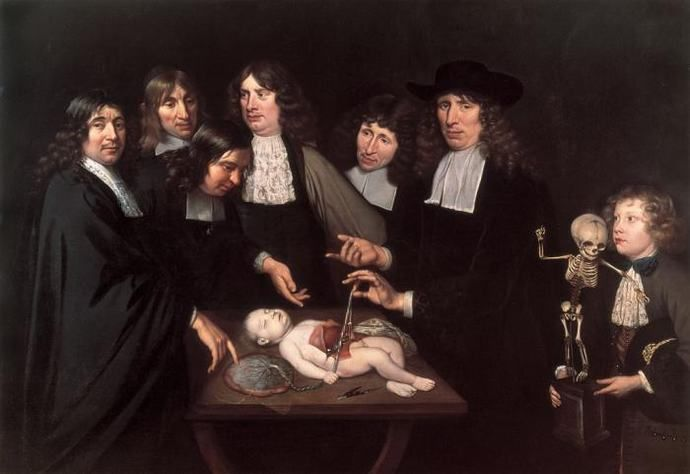
«Урок анатомии Фредерика Рюйша»,
(худ. Ян ван Нек, 1683).
Амстердамский исторический музей

В 1703 году открыл вомероназальный орган (у человека).
Во время второго заграничного путешествия царь купил в 1717 г. анатомический кабинет Рюйша за 50 000 флоринов; Рюйш также сообщил Петру свой удивительный способ бальзамирования трупов, который раньше хотел продать Арескину за 50 000 флоринов; хотя способ был сообщён царю по секрету, но Пётр передал его Блюментросту, последний — Шумахеру, а этот — лейб-медику Ригеру, который, покинув Россию, распубликовал его в «Notitia rerum naturalium» (статья Animal).
Находящиеся в музее Академии наук в Петербурге (Кунсткамера) препараты, приготовленные Рюйшем, превосходно сохранились до настоящего времени. Часть коллекций Рюйш продал польскому королю Станиславу, который их подарил Виттенбергскому университету.

## Сочинения Рюйша

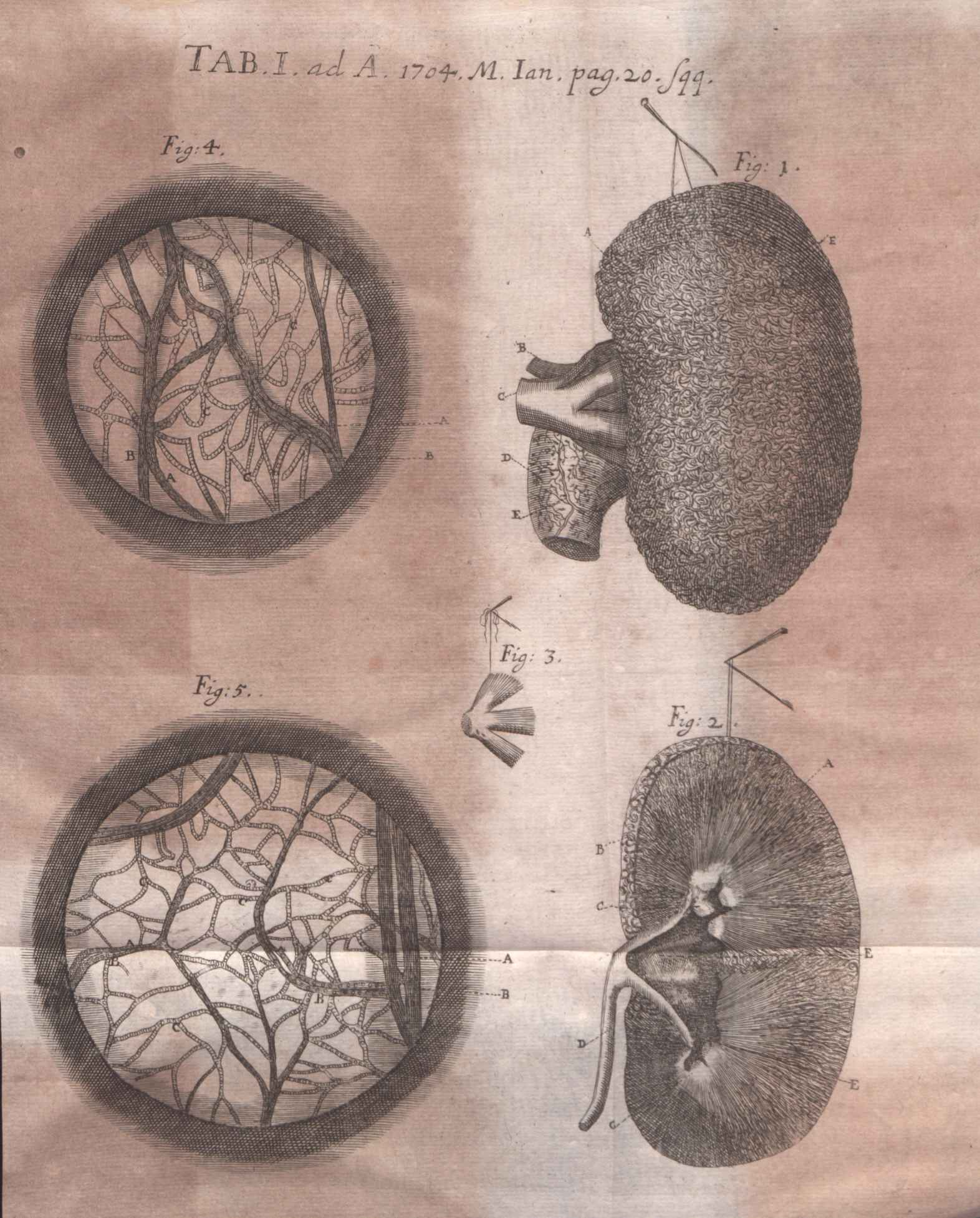
Thesaurus anatomicus (Acta eruditorum, 1704)

- Dilucidatio valvularum in vasis lymphaticis et lacteis. Hagae-Comitiae, ex officina H. Gael, 1665; Leiden, 1667; Amsterdam, 1720. 2. Aufl. 1742.
- «Opera anatomico-medico-chirurgica» (Амстердам, 1737, 4 т.),
- «Thesaurus anatomicus octavus» (Амстердам, 1709).
- Ср. Schreiber, «Historia vitae et meritorum Friderici Ruysch» (Амстердам, 1732).
- Disputatio medica inauguralis de pleuritide. Dissertation, Leiden, 1664.
- Museum anatomicum Ruyschianum, sive catalogus rariorum quae in Authoris aedibus asservantur. Amsterdam, 1691. 2. Aufl. 1721; 3. Aufl. 1737.
- Catalogus Musaei Ruyschiani. Praeparatorum Anatomicorum, variorum Animalium, Plantarum, aliarumque Rerum Naturalium. Amsterdam: Janssonio-Waesbergios, 1731.
- Observationum anatomico-chirurgicarum centuria. Amsterdam 1691; 2. Aufl. 1721: 3. Aufl. 1737.
- Epistolae anatomicae problematicae. 14 Bände. Amsterdam, 1696—1701.
- Het eerste Anatomisch Cabinet. Amsterdam, Johan Wolters, 1701
- Thesaurus anatomicus. 10 Delen. Amsterdam, Johan Wolters, 1701—1716.
- Adversarium anatomico-medico-chirurgicorum decas prima. Amsterdam 1717.
- Curae posteriores seu thesaurus anatomicus omnium precedentium maximus. Amsterdam, 1724.
- Thesaurus animalium primus. Amsterdam, 1728. 18: Amsterdam, 1710, 1725.
- Curae renovatae seu thesaurus anatomicus post curas posteriores novus. Amsterdam, 1728.
- Gemeinsam mit Herman Boerhaave: Opusculum anatomicum de fabrica glandularum in corpore humano. Leiden, 1722; Amsterdam, 1733.
- Tractatio anatomica de musculo in fundo uteri. Amsterdam, 1723.
- Opera omnia. 4 Bände. Amsterdam, 1721.
- Opera omnia anatomico-medico-chirurgica huc usque edita. 5 Bände. Amsterdam, 1737.
- Herbarivm Rvyschianvm, in Mvsei Imperialis Petropolitani, vol. 1, pars secvnda. Petropolitanae, 1745.